# Allopauropus aegyptiacus
Allopauropus aegyptiacus är en mångfotingart som beskrevs av Jules Rémy 1950. Allopauropus aegyptiacus ingår i släktet småfåfotingar, och familjen fåfotingar. Inga underarter finns listade i Catalogue of Life.